# Toni Winkelnkemper

Anton Winkelnkemper

Anton „Toni“ Winkelnkemper (* 18. Oktober 1905 in Wiedenbrück; † 21. Februar 1968 in Chapultepec Morales, Mexiko-Stadt) war ein deutscher Jurist, SS-Standartenführer und Mitglied des Reichstags der NSDAP.

## Leben und Wirken
Winkelnkemper, jüngerer Bruder des späteren Kölner Oberbürgermeisters Peter Winkelnkemper, besuchte die Volksschule und absolvierte danach eine dreijährige kaufmännische Ausbildung. Nach dem Besuch der Höheren Handelsschule in Bielefeld und dem Erwerb der Obersekundareife in Duisburg legte er als Externer 1929 an der Oberrealschule in Krefeld das Abitur ab. Er studierte danach acht Semester lang Rechts- und Staatswissenschaften in Bonn und Köln, unterbrochen von Auslandsaufenthalten. Eigenen Angaben zufolge musste er das Studium, aufgrund seiner politischen Tätigkeit für die NSDAP, der er seit dem März 1930 (Mitgliedsnummer 232.248) angehörte, abbrechen: Er wurde zu mehreren Gefängnisstrafen verurteilt. Die Promotion zum Dr. jur. holte er schließlich im Jahr 1936 nach.
Im Oktober 1930 wurde Winkelnkemper vom Gauleiter des Rheinlandes Robert Ley zum Gaupropagandaleiter ernannt, nachdem er bereits seit Juli 1930 die Aufgaben eines Gauredners ausgeübt hatte. Im Juli 1933 ernannte Joseph Goebbels Winkelnkemper zum Landesstellenleiter Rheinland des Reichsministeriums für Volksaufklärung und Propaganda und 1935 zusätzlich Landeskulturwalter. 1936 wurde Winkelnkemper von Walther Darré zum Landesbauernrat der Rheinprovinz ernannt. Ab August 1936 war Winkelnkemper Gauamtsleiter in Köln. Am 1. Mai 1937 erfolgte seine Ernennung zum Intendanten des Reichssenders Köln, diese Funktion hatte er bis 1941 inne. Zeitgleich wurde er außerdem zum Reichsredner der NSDAP ernannt. 
Seit dem 5. März 1933 war er zudem Preußischer Landtagsabgeordneter. Am 12. März 1933 wurde er ferner Mitglied des Provinziallandtags der Rheinprovinz. Ab November 1933 gehörte Winkelnkemper durchgehend dem Reichstag als Abgeordneter an.
Winkelnkemper wurde 1938 Mitglied der SS (SS-Nr. 310.379) und Anfang Juni 1939 zum SS-Standartenführer befördert.
Ende 1940 wurde Winkelnkemper, nachdem er ab 1939 Kriegsdienst während des Zweiten Weltkrieges leistete, als Nachfolger des im November 1940 bei einem Flugzeugabsturz umgekommenen Adolf Raskin zum Intendanten des Deutschen Kurzwellensenders ernannt. Zudem war er ab dem 21. April 1941 Auslandsdirektor des Großdeutschen Rundfunks, eine Funktion, die er zu Joseph Goebbels Zufriedenheit ausübte.
Nach Kriegsende wurde Winkelnkemper am 14. Mai 1945 durch Angehörige der US-Armee festgenommen und für etwa zwei Jahre interniert. Ohne sich einem Spruchkammerverfahren stellen zu müssen, wurde er im Mai 1947 in die USA verbracht und wurde in Boston als Zeuge im Prozess gegen Robert Best und Douglas Chandler verwendet, die des Hochverrats beschuldigt waren. Winkelnkemper soll auch für den US-Geheimdienst gearbeitet haben.

## Schriften
- Der strafrechtliche Schutz der NSDAP, ihrer Gliederungen, Uniformen, Abzeichen und Symbole, Dissertation Bonn 1936.
- Der Großangriff auf Köln. Ein Beispiel, Berlin 1944.